# Марфино (усадьба)
Ма́рфино — подмосковная дворянская усадьба, расположенная в 25 километрах от МКАДа, в одноимённом селе городского округа Мытищи, на высоком берегу речки Учи. В XVIII—XX веках принадлежала Голицыным, Салтыковым, Орловым и Паниным. Свой характерный псевдоготический облик приобрела в середине XIX века благодаря усилиям графини Софьи Паниной и архитектора Михаила Быковского.
В настоящее время территорию усадьбы занимает санаторий «Марфинский» Минобороны России. Усадьба открыта для свободного посещения с некоммерческими целями.

## История
В допетровское время охотничьими угодьями к северу от Москвы последовательно владели боярин Василий Петрович Головин, дьяк Василий Щелкалов, думный дьяк Семён Заборовский. Первое упоминание об усадьбе Марфино относится к 1585 году.
Князь Борис Алексеевич Голицын после приобретения Марфино в 1698 году переименовал его в Богородское. По его заказу крепостной мастер В. И. Белозёров возвёл в 1701—1707 гг. церковь Рождества Богородицы — памятник т. н. голицынского барокко. Подле храма сохранилось надгробие зодчего.
Младший сын боярина, князь Сергей Борисович, в 1728 году продал село Богородское вместе с хоромами и парком на французский манер, чтобы расплатиться с долгами. В середине XVIII века будущий фельдмаршал Пётр Семёнович Салтыков возвёл новый дворец — в стиле барокко, каменный, двухэтажный, с боковыми флигелями.

### Салтыковы
Марфино времён Салтыковых представляло собой образцовую для екатерининской эпохи дворянскую усадьбу, с псарней, конным и каретным дворами, беседками в парке, двумя летними театрами. В оранжерее пестовали южные фрукты. В 1777 году была возведена зимняя церковь свв. Петра и Павла.
Золотыми буквами вписано в историю усадьбы время фельдмаршала Ивана Петровича Салтыкова и его жены Дарьи Петровны, урождённой Чернышёвой. Здесь они играли свадьбу, сюда каждое лето собирали лучшее московское общество на псовые охоты и театральные представления. Марфинские увеселения описаны в записках Вигеля, который писал про его хозяек:
Не знаю, откуда могли они взять совершенство неподражаемого своего тона, всю важность русских боярынь вместе с непринужденною учтивостию, с точностию приличий, которыми отличались дюшесы прежних времен. Если б они были гораздо старее, то можно бы было подумать, что часть молодости своей провели они в палатах царя Алексея Михайловича, с сестрами и дочерьми его, а другую при дворе Людовика XIV. Ни развратно-грубая Россия от Петра до Екатерины, ни гнусно-развратная Франция от регентства до революции не могли показать им образцов, достойных их подражания. Из предания обеих земель составили они себе благороднейший характер аристократии, смешав гостеприимство русской старины с образованностию времен просвещеннейших.
Вслед за смертью фельдмаршала Салтыкова увеселения прекратились, и усадьба с начала XIX века стала постепенно приходить в запустение. Во время Отечественной войны её разграбили французы. После гибели последнего графа Салтыкова (1813) имение перешло к его сестре Анне Орловой, которая, живя за границей, уступила Марфино своему свёкру В. Г. Орлову.

### Панины
Граф Орлов много сделал для хозяйственного обустройства Марфина: при усадьбе появились кузница, кирпичный заводик, столярная мастерская. Его дочь и наследница Софья Владимировна Панина с 1820-х годов продолжала перестройку господского дома и парковых сооружений. Первоначально работами велись под руководством крепостного архитектора Ф. Тугарова, при котором усадебные постройки приобрели черты ампира. Но уже вскоре, в 1837—1839 годах, была произведена перестройка усадьбы в духе «николаевской неоготики» по проекту архитектора М. Д. Быковского.

Самое неожиданное в усадебном доме — не столько псевдоготический стиль, сколько расцветка — нежно-розовый тон стен. Точно кому-то захотелось поиграть в рыцарскую эпоху, создать здесь, около Москвы, обстановку, созвучную романам Вальтера Скотта— А. Н. Греч Венок усадьбам»
Окончательно работы в Марфино завершились в 1846 году, через два года после смерти хозяйки усадьбы. Новый владелец, граф Виктор Никитич Панин, служил в Петербурге и наезжал в свою «подмосковную» сравнительно редко. Перед Октябрьской революцией имением владели внучка В. Н. Панина, графиня С. В. Панина и её супруг А. А. Половцов.

## В XX и XXI веках
Имение Паниных было национализировано указом от 15 апреля 1918 года. Через два года начался вывоз ценностей и 15 тысяч книг в Исторический музей и здание бывшего Английского клуба.
С 1944 года в усадьбе размещён военный санаторий (с 1953 года — санаторий Московского военного округа. С 1986 года — Марфинский центральный военный клинический санаторий), 356 номеров на 550 мест, численность персонала — около 300 человек.
К февралю 1990 года на территории усадьбы-санатория построены комплекс современных жилых корпусов для отдыхающих. В 1990—2009 годы под руководством начальника Эдуарда Маева проведена комплексная реставрация усадьбы, был построен физкультурно-оздоровительный комплекс, в нём — крытый бассейн. К 2016 году завершено строительство внутреннего перехода между жилыми корпусами и бассейном. В ходе реконструкции было изменено первоначальное колористическое оформление зданий усадьбы: вместо подлинного нежно-розового цвета, упоминаемого в исторических описаниях, сооружения получили не свойственный им терракотовый оттенок.
В 2009 году завершены реконструкция и капитальный ремонт исторических объектов усадьбы. С этого времени дворец приобрёл жилой вид, в нём стали размещаться помещения санатория, включая люксовые апартаменты.
В 2012 году санаторий «Марфинский» вошёл в состав холдинга ФГБУ «Санаторно-курортный комплекс „Подмосковье“» Министерства обороны РФ.
В 2016 году Министерство обороны России, следуя директивам президента РФ Путина о расширении сферы внутреннего туризма, впервые открыло бесплатный доступ в садово-парковый ансамбль усадьбы и санатория для всех желающих — с ознакомительными, некоммерческими целями, по предъявлению паспорта. По состоянию на 10 октября 2020 года на входе сообщают, что с марта 2020 в связи с карантинными мерами вход посторонних на территорию закрыт.
Начальник санатория-усадьбы с 2010 года — полковник медицинской службы, заслуженный врач РФ, кандидат медицинских наук Пётр Васильевич Козырев.

## Архитектура
Композиция генерального плана усадьбы основана на сочетании элементов регулярной и свободной планировки.
Ядро ансамбля — двухэтажный главный дом в псевдоготическом стиле (1760—80-е гг., реконструкция 1830-х годов). С севера к усадебному дому примыкают два флигеля (построены в 1820-х годах по проекту крепостного архитектора Тугарова, в 1830-х перестроены по проекту М. Д. Быковского; в 1940 году разобраны и перестроены заново с сохранением неоготических элементов оформления). Рядом с домом расположены обильно украшенные неоготическими элементами подъездные ворота с пристроенной к ним сторожевой башней. Важную роль в композиции ансамбля играют две двухэтажные жилые постройки XVIII века — украшенные восьмиколонными портиками тосканского ордера псарни, замыкающие с севера главную композиционную ось ансамбля. Другие постройки екатерининского времени — конный двор и каретный сарай — сохранились плохо. Строение конного двора, возведённое в XVIII веке и в 1830-х годах реконструированное, представляет собой стену с двумя проездными башнями. Здание находится в руинированном состоянии, в 2005 году вследствие пожара оно лишилось кровли. Декор фасада схож с оформлением стен главного дома, но выполнен в более сдержанных формах. Похожее оформление имеет и краснокирпичное с белокаменными деталями здание каретного сарая.
В юго-западной части усадьбы расположены вотчинные храмы — летняя церковь Рождества Богородицы и зимняя церковь Петра и Павла. Церковь Рождества Богородицы построена в 1701—1707 годах по проекту крепостного архитектора Владимира Ивановича Белозёрова. По преданию
, это изумительно легкое, свежее и изящное здание не понравилось заказчику - князю Б.Голицыну, страдавшему в то время тяжёлым алкоголизмом, который приказал засечь своего крепостного архитектора до смерти. Это крестчатое в плане центрическое здание увенчано широким световым барабаном; последний завершается куполом с небольшой главкой. В оформлении храма переплетаются черты голицынской вариации московского барокко и более позднего петровского барокко. Выступы-притворы с двухскатными крышами завершены фронтонами. Здание украшено коринфскими пилястрами с резными белокаменными капителями. Окна декорированы строгими белокаменными наличниками. Особую выразительность интерьеру храма придают расположенные по кругу четыре массивных пилона, поддерживающие световой барабан. Орнаментальная роспись сводов и арок выполнена в 1840-х годах. Небольшая церковь Петра и Павла, построенная в 1770-х годах в стиле классицизма, относится к редкому для своего времени типу храма «под звоном». Основной объём храма, имеющий форму ротонды, перекрыт световым барабаном с куполом. В восьмигранном световом барабане храма помещались колокола. Белокаменный декор церкви, созданный по проекту М. Д. Быковского, несёт в себе черты ренессанса. Боковые входы в храм подчёркнуты ризалитами. Интерьер сохранил классицистическую обработку; 8 дорических колонн поддерживают хоры, ограждённые балясником. Росписи стен храма утрачены.
Сохранился обширный парк с беседками и прудами. Двухъярусная-беседка полуротонда построена в XVIII веке при Салтыковых. Её рустованный нижний ярус имеет восьмигранную форму и прорезан проёмами входов. Во втором ярусе — опирающейся на римско-дорическую колоннаду восьмиколонной беседке — находится статуя Аполлона Бельведерского. В конце одной из аллей липового парка расположилась беседка-полуротонда, также построенная при Салтыковых и служившая, вероятно, музыкальным павильоном. Она представляет собой перекрытую половиной сферического купола тосканскую колоннаду. Через один из прудов перекинут двухарочный псевдоготический мост, выстроенный в 1770-х годах при Салтыковых и перестроенный в 1837—1839 годах по проекту М. Д. Быковского. Галерея моста завершена аркадой и зубцами. К 2016 году мост, находящийся в зоне совместной ответственности Министерства обороны РФ и муниципальных властей Мытищинского района, закрыт из-за аварийного состояния и отсутствия средств на реконструкцию. От главного усадебного дома к пруду спускается белокаменная лестница с фигурами грифонов, тоже оформленная Быковским; на верхнем ярусе находится открытая беседка, а у подножия лестницы размещены фонтан и пристань. На парапетах лестницы первоначально находились скульптурные группы.
За южными границами кадастровой территории ансамбля и современной ограды усадьбы остались три её объекта, представляющие культурно-историческую ценность: треугольный конный двор, каретный сарай и дом управляющего. Все три объекта, передачу которых в пределы территории усадьбы заблокировала администрация Мытищинского района, заброшены и медленно разрушаются.

## Транспортная доступность
Проезд к усадьбе из Москвы по Дмитровскому шоссе, на 20 км от МКАД правый поворот на Марфино, далее 5 км. Автобусное сообщение из Москвы (метро Алтуфьево), от станции Лобня, станции Катуар.

## В кино
- «Дворянское гнездо» (1969)
- «Драма из старинной жизни» (1971)
- «Свой среди чужих, чужой среди своих» (1974)
- «Большое космическое путешествие» (1975)
- «Весёлое сновидение, или Смех и слёзы» (1976)
- «Женщина, которая поёт» (1978)
- «Стакан воды» (1979)
- «Лес» (1980)
- «Тайна Эдвина Друда» (1980)
- «Вербовщик» (1991)
- «Мастер и Маргарита»[7] (1994), сцены бала Сатаны
- «Крестоносец» (1995)
- «Рыцарский роман» (2000), сцены турнира в начале фильма
- «Яды, или Всемирная история отравлений» (2001), эпизод
- «Горыныч и Виктория» (2005), 10 серия
- «Андерсен. Жизнь без любви» (2006)
- «Самый лучший фильм 2» (2009)